# Закон о предотвращении рождения потомства с наследственными заболеваниями

Мы не одиноки: пропагандистский плакат 1936 года с флагами стран, использующих принудительную стерилизацию.

«Закон о предотвращении рождения потомства с наследственными заболеваниями» (нем. Gesetz zur Verhütung erbkranken Nachwuchses) — закон нацистской Германии, принятый 14 июля 1933 года и вступивший в силу с 1 января 1934 года. Закон предусматривал принудительную стерилизацию определённых категорий граждан с целью сохранения чистоты «арийской расы» и предотвращения рождения потомства с возможными генетическими заболеваниями. Всего за период 1933—1945 были насильственно стерилизованы около 400 тысяч человек.

## Содержание закона
Согласно этому закону, лица, не соответствующие представлениям о расовой гигиене, подвергались принудительной стерилизации для обеспечения чистоты генофонда немецкого народа и нераспространения «наследственных заболеваний» на следующие поколения. Согласно тексту § 1 закона, наследственными заболеваниями, от которых необходимо защищать генофонд, признавались:
- Врождённое слабоумие
- Шизофрения
- Маниакально-депрессивный психоз
- Наследственная эпилепсия
- Болезнь Хантингтона
- Наследственная слепота
- Наследственная глухота
- Тяжёлые физические пороки развития
- Тяжёлые формы алкоголизма

Также принудительной стерилизации должны были быть подвергнуты все оставшиеся в живых лица частично еврейского происхождения, лица частично африканского происхождения, цыгане и ениши.
Для обеспечения функционирования закона были созданы специальные «суды по наследственному здоровью населения» (нем. Erbgesundheitsgericht), рассматривающие «дела» в строго формальном порядке. Дела заводились по заявлению врачей или другого медицинского персонала. Решение суда могло быть обжалованным в месячный срок. Стерилизация приводилась в исполнение лишь в случае окончательного вступления решения в силу. В случае сопротивления лиц, в отношении которых была назначена стерилизация, привлекалась полиция, обеспечивавшая претворение решения суда в силу. Лица, задействованные в рассмотрении «дела» и в претворении решения в силу, были обязаны не разглашать информацию о материалах «дела» под страхом уголовного преследования (до года тюрьмы).

## Изменения закона
Указом от 26 июня 1935 года закон был несколько изменён в части процедур его исполнения. Кроме этого, новая редакция закона предусматривала разрешение абортов женщинам, подлежащим стерилизации, в то время как прерывание беременности в случае здорового «арийского» плода было запрещено законом.
Новая редакция закона предусматривала также «добровольную» кастрацию мужчин, осуждённых по параграфам 175—178, 183, 223—226 за сексуальные преступления. Кроме насильников и растлителей несовершеннолетних, дополнение к закону предусматривало кастрацию «по собственному желанию» и для гомосексуальных мужчин, либо уже осуждённых по § 175, либо уже отсидевших по этим параграфам, если в их отношении есть опасность рецидива.
Второе изменение текста закона состоялось 14 февраля 1936 года, в результате чего были вновь незначительно изменены процедуры исполнения закона.

## Дальнейшая судьба закона

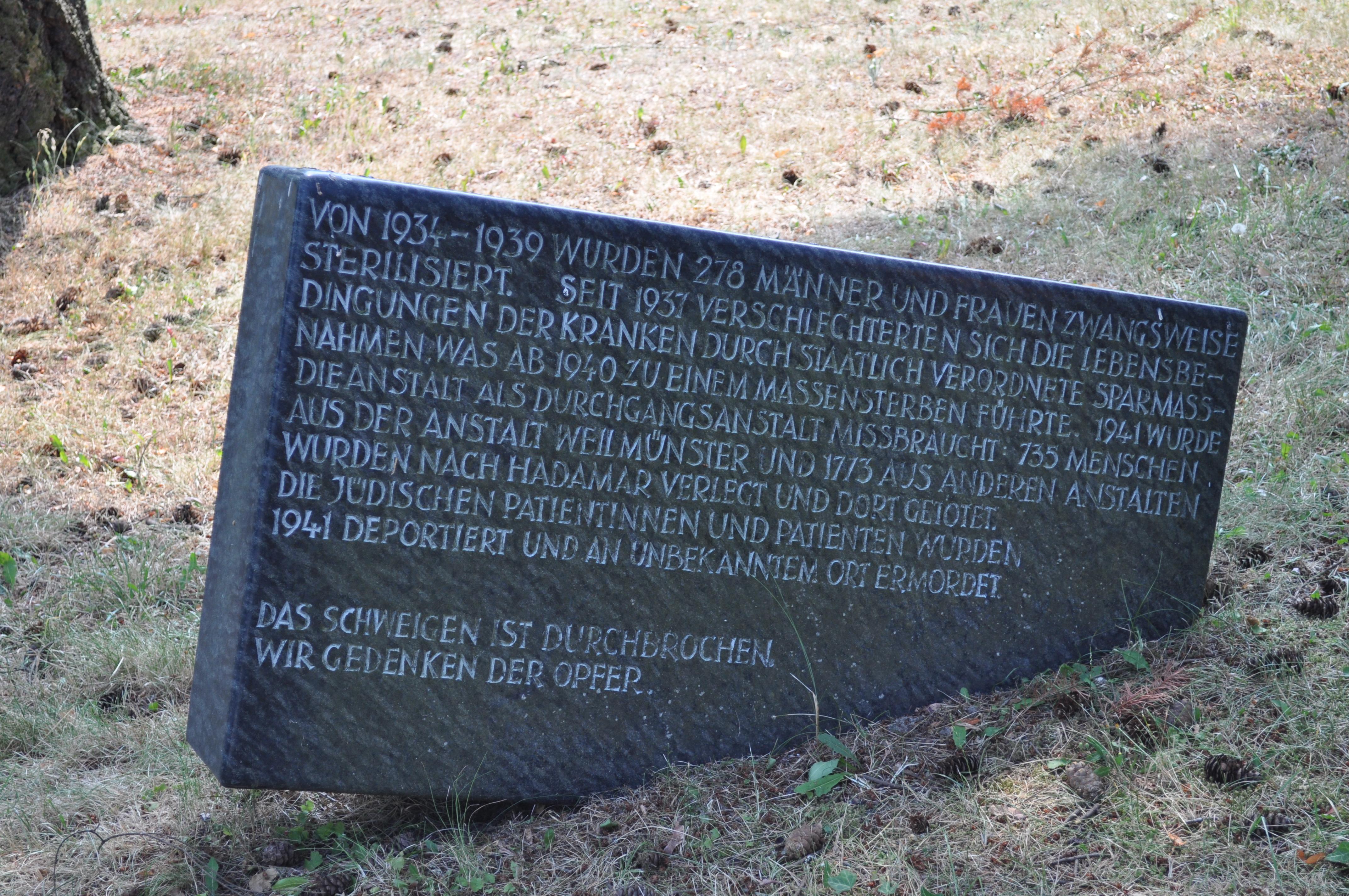
Мемориал жертвам принудительной стерилизации

После Второй мировой войны закон не был отменён оккупационными властями вместе с другими нацистскими законами и продолжал действовать. В некоторых землях он был отменён в 1945—1946 годах на региональном уровне. Однако лишь в 1974 году закон был отменён Бундестагом ФРГ на федеральном уровне. В то же время в советской зоне оккупации закон был отменён уже 8 января 1946 года и, таким образом, никогда не имел силу в ГДР.
Лишь 28 мая 1998 Бундестаг принял закон, отменяющий все решения, вынесенные в нацистское время по «Закону о предотвращении рождения потомства с наследственными заболеваниями». Тем самым закон, вступивший в силу 28 августа 1998 года, лишь спустя десятилетия реабилитировал лиц, приговорённых к стерилизации.